# Ulica Łazienkowska w Warszawie
Ulica Łazienkowska – ulica w warszawskiej dzielnicy Śródmieście, biegnąca od ul. Czerniakowskiej do ronda S. Sedlaczka i ul. Rozbrat.

## Historia
Ulica została przeprowadzona prawdopodobnie pod koniec XIX wieku wzdłuż północnej granicy zespołu koszar kawalerii rosyjskiej. 
Na terenie dawnych koszar ok. 1930 wybudowano baseny, stadion miejski oraz korty tenisowe należące do Centralnego Wojskowego Klubu Sportowego „Legia”. W 1937 pod nr 7 ukończono budowę Domu Związku Harcerstwa Polskiego zaprojektowanego przez Tadeusza Koszubskiego i Stefana Putowskiego. 
W latach 1923–1933 przy ulicy wzniesiono kościół pod wezwaniem Matki Boskiej Częstochowskiej według projektu Hugona Kudera. 
1 sierpnia 1944, w godzinę „W”, powstańcy bez powodzenia zaatakowali Dom Związku Harcerstwa Polskiego, zajmowany przez Niemców do kapitulacji powstania. W sierpniu 1944 na ulicy wzniesiono barykadę. We wrześniu 1944 Niemcy zbombardowali kościół Matki Boskiej Częstochowskiej. W jego ruinach zginęła większość rannych przeniesionych tam z sąsiadującego ze świątynią powstańczego szpitala „Blaszanka“. Po wojnie dla potrzeb wiernych zaadaptowano kaplicę przedpogrzebową znajdującą się w nie wykończonej do 1939 kampanili. Część placu kościelnego wraz z plebanią została przejęta na cele budowy Trasy Łazienkowskiej. W latach 80. i 90. XX wieku zrujnowany obiekt został rozbudowany, a przebudowany z kaplicy kościół otrzymał wezwanie Matki Bożej Jerozolimskiej.
W 1946 zniszczoną w 45% zajezdnię autobusową znajdującą się przy ul. Łazienkowskiej 8 odbudowano z przeznaczeniem na zajezdnię trolejbusową. W 1953 powstało kryte lodowisko „Torwar”.
W latach 2008–2010 użytkowany przez Legię Warszawa Stadion Wojska Polskiego został zastąpiony nowym obiektem. 
W 2008 rozebrano nieckę basenów Legii, w 2011 funkcjonalistyczny budynek szatni, a w 2012 lub 2013 charakterystyczną wieżę do skoków.

## Ważniejsze obiekty
- Pomnik Kazimierza Deyny
- Stadion Wojska Polskiego z Muzeum Legii Warszawa im. Wiktora Bołby
- Hala Torwar I i hala Torwar II, m.in. siedziba Centralnego Ośrodka Sportu
- Kościół Matki Bożej Jerozolimskiej
- Dawny Dom Związku Harcerstwa Polskiego, siedziba MDK Łazienkowska